# بریسلر-انهارت-اوبرلین (پنسیلوانیا)
بریسلر-انهارت-اوبرلین (به انگلیسی: Bressler-Enhaut-Oberlin) یک منطقهٔ مسکونی در ایالات متحده آمریکا است که در شهرستان دافین واقع شده‌است. بریسلر-انهارت-اوبرلین ۱٫۵ کیلومتر مربع مساحت و ۲٬۸۰۹ نفر جمعیت دارد.